# Chim lội
Chim lội hay chim đầm lầy là một tập hợp các loài chim thuộc bộ Rẽ (Charadriiformes), trừ các loài chim biển thuộc họ Chim cướp biển (Stercorariidae), mòng biển (Laridae), họ Nhàn (Sternidae), họ Xúc cá (Rynchopidae) và họ Chim anca (Alcidae).
Có khoảng 210 loài chim lội, đa số các loài sống tại các môi trường đầm lầy hay ven biển. Nhiều loài sống ở Bắc Cực và miền ôn đới thường di trú. Vài loài chim vùng Bắc Cực, ví dụ loài rẽ nhỏ (Calidris minuta), là một vài trong số những loài chim di trú xa nhất và trải qua mùa không sinh sản ở Nam bán cầu. Trong khi đó, các loài sống ở vùng nhiệt đới thường định cư một chỗ và chỉ chuyển đi nơi khác để tránh mưa.
Đa số các loài chim lội bắt động vật không xương sống trong bùn hay mặt đất để ăn. Các loài khác nhau lại có chiều dài mỏ khác nhau, giúp chúng kiếm mồi trong cùng một khu vực sống mà không phải trực tiếp cạnh tranh nhau về nguồn thức ăn. Nhiều loài chim lội có các mút thần kinh nhạy cảm ở đầu mỏ, cho phép chúng dò tìm con mồi trốn trong bùn và đất mềm. Một số loài chim lớn hơn, đặc biệt là những loài sống nơi khô ráo hơn, thì ăn côn trùng và động vật bò sát nhỏ.
Nhiều loài chim lội kích thước nhỏ sống ở vùng ven biển. Calidris minutilla là loài nhỏ nhất trong số này; chim trưởng thành chỉ có khối lượng 15,5 g và chỉ dài 13 cm. Người ta cho rằng loài lớn nhất là loài rẽ mỏ cong hông nâu (Numenius madagascariensis) với chiều dài 63 cm và khối lượng 860 g. Tuy nhiên, loài Esacus magnirostris mới là loài có khối lượng cơ thể lớn nhất, đạt 1 kg.
Theo phân loại Sibley-Ahlquist, chim lội và nhiều nhóm chim khác được nhập làm một bộ lớn là bộ Hạc. Tuy nhiên, cách phân loại bộ Charadriiformes là một trong những điểm hạn chế nhất của phân loại Sibley-Ahlquist bởi lý do lai phân tử DNA không thể giải đáp thoả đáng mối quan hệ qua lại trong nhóm. Trước đây, người ta xếp các loài chim lội vào chung một phân bộ là Charadrii nhưng việc làm này có vẻ mang tính "phân loại kiểu sọt rác" (tức là dồn chung các loài vào một chỗ do không biết phải xếp chúng ở nơi nào khác) bởi có không dưới bốn nòi charadrii trong cận ngành được gộp vào đây. Căn cứ vào các nghiên cứu về sau (Ericson & ctg, 2003; Paton & ctg, 2003; Thomas & ctg, 2004a, b; van Tuinen & ctg, 2004; Paton & Baker, 2006), có thể chia chim lội thành: 
- Phân bộ Scolopaci
  - Họ Scolopacidae (họ Dẽ)
- Phân bộ Thinocori
  - Họ Rostratulidae (họ Nhát hoa)
  - Họ Jacanidae
  - Họ Thinocoridae
  - Họ Pedionomidae
- Phân bộ Chionidi
  - Họ Burhinidae
  - Họ Chionididae
  - Họ Pluvianellidae
- Phân bộ Charadrii
  - Họ Ibidorhynchidae
  - Họ Recurvirostridae (họ Cà kheo)
  - Họ Haematopodidae
  - Họ Charadriidae

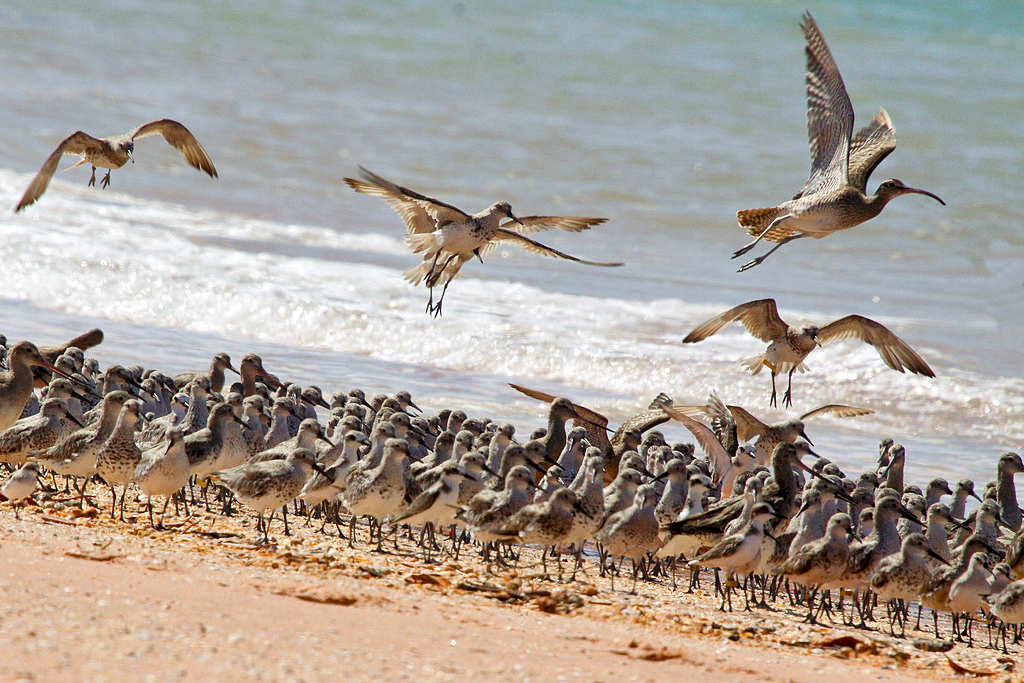
Chim lội đậu tại bãi biển lúc thủy triều cao

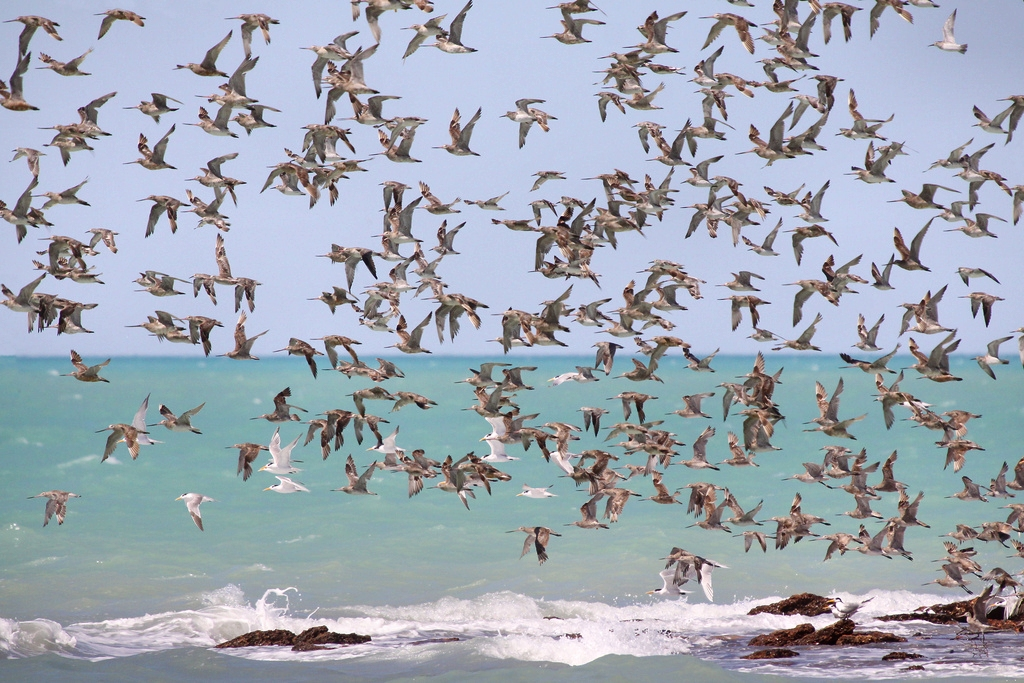
Những con chim lội đang bay.

Để giữ tính thống nhất với cách phân nhóm truyền thống thì phân bộ Thinocori có thể được gộp với Scolopaci, còn Chionidi thì gộp với Charadrii.
Theo Paton & ctg (2003) và Thomas & ctg (2004b), bốn nòi (tức phân bộ) "chim lội" khác biệt nhau đã xuất hiện từ khoảng giới tuyến Creta-Paleogen. Tầm hiểu biết càng ngày càng sâu sắc hơn về lịch sử tiến hoá thời kì đầu của các loài chim hiện đại khiến người ta cho rằng nhận định của các tác giả trên là đúng.